# Ladislav Ballek
Mgr. Ladislav Ballek (2. dubna 1941, Terany – 15. dubna 2014) byl slovenský spisovatel, politik a diplomat.

## Život
Dětství prožil v Dudincích a Šahách. V letech 1959–1963 studoval na Pedagogické fakultě v Banské Bystrici slovenský jazyk, dějepis a výtvarnou výchovu. Po absolvování základní vojenské služby rok učil na základní škole v Habovce. V roce 1966 se stal redaktorem Československého rozhlasu v Banské Bystrici (stál např. při zrodu relace Rádiovíkend) a v letech 1968–1972 byl redaktorem kulturní rubriky krajského deníku Smer. Od roku 1972 působil v Bratislavě. Nejprve v redakci původní tvorby ve vydavatelství Slovenský spisovateľ a od roku 1977 jako vedoucí literárního oddělení na Ministerstvu kultury Slovenské socialistické republiky. Od roku 1980 byl náměstkem ředitele Slovenského literárního fondu a v letech 1984–1989 vedoucím tajemníkem Svazu slovenských spisovatelů. V letech 1992–1994 byl poslancem Národní rady Slovenské republiky za slovenskou Stranu demokratické levice. Vyučoval na Pedagogické fakultě v Nitře a Pedagogické fakultě Univerzity Komenského v Bratislavě. V roce 1998 neúspěšně kandidoval na prezidenta Slovenské republiky. Od roku 2001 do roku 2008 působil ve funkci velvyslance Slovenské republiky v České republice. Jedná se o typického představitele slovenské románové tvorby /nejen, ale zejména/ 70. let 20. století. V roce 1980 obdržel národní cenu SSR a v roce 1982 byl jmenován zasloužilým umělcem.
Zemřel v roce 2014 ve věku třiasedmdesáti let.

## Tvorba

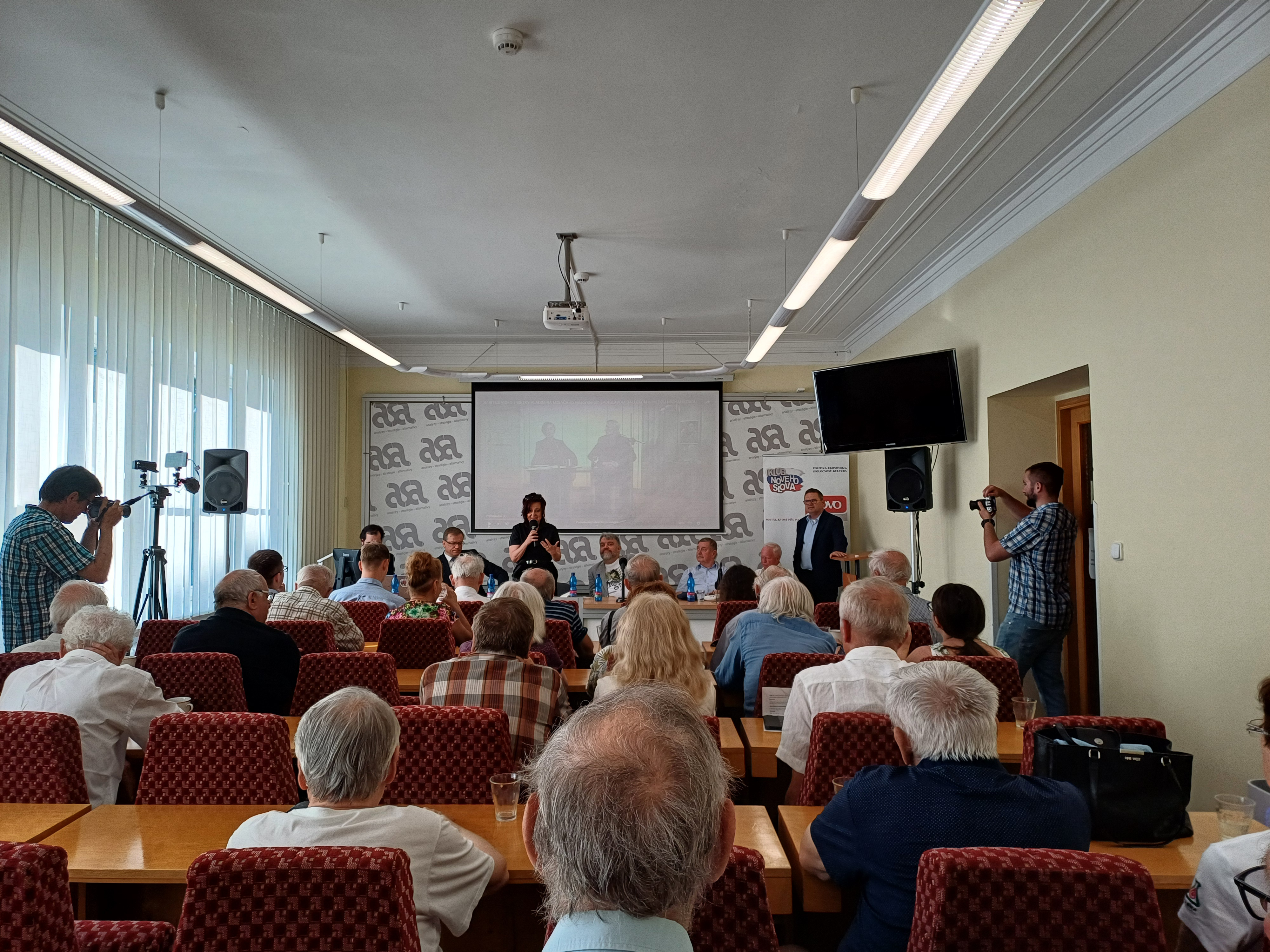
V roce 2024 si Ladislava Balleka připomněla Matice slovenská, Institut ASA, Spolek slovenských spisovatelů, Klub Nového Slova, Společnost L. Novomeského a SZPB u příležitosti desátého výročí jeho odchodu

Jeho první literární pokusy se vztahují k jeho vysokoškolskému studiu. První próza mu vyšla ve sborníku Silueta v roce 1964, o tři roky později mu vyšla debutová knížka.

## Dílo
- Seznam děl v Souborném katalogu ČR, jejichž autorem nebo tématem je Ladislav Ballek
- 1967 – Útek na zelenú lúku, novela
- 1969 – Púť červená ako ľalia, novela
- 1970 – Biely vrabec, román
- 1974 – Južná pošta, autobiografické novely
- 1977 – Pomocník. Kniha o Palánku, román
- 1981 – Agáty. Kniha druhá o Palánku, román
- 1987 – Lesné divadlo, román
- 1990 – Čudný spáč zo Slovenského raja, román
- 1995 – Trinásty mesiac